# Jupiter (groupe japonais)
Jupiter est un groupe de power metal symphonique et de visual kei japonais, formé en 2013 par quatre des cinq membres de Versailles. Après plusieurs changements de membres au sein du groupe, les guitaristes Hizaki et Teru restent à ce jour les seuls membres originaux, le batteur Daisuke et le chanteur Kuze, complétant la formation actuelle, les ont rejoint plus tard.

## Histoire
Moins d'un an après l'arrêt des activités de Versailles, les guitaristes Hizaki et Teru, le batteur Yuki et le bassiste Masashi ont annoncé avoir formé un nouveau groupe nommé Jupiter le 1er janvier 2013. Après avoir recruté le chanteur Zin, ils ont également révélé que leur premier single sortirait en été. D'après Hizaki, le nom est tiré de l'astrologie et peut signifier protection, bonne chance ou bel esprit. Ils se sont produits lors de l'événement "Stylish Wave Generation Vol.4" à Akasaka Blitz le 26 mai, aux côtés de plusieurs autres groupes de visual kei dont Penicillin ou encore Diaura.
Le single Blessing of the Future est sorti le 24 juillet et a atteint la 38e du classement musical Oricon. Avant même la sortie du single, leur premier album, Classical Element, a été annoncé pour le 28 août 2013. et a atteint la 31e place du classement. Le groupe donna son premier concert à Akasaka Blitz le 26 septembre, avant de démarrer une première tournée en octobre. En décembre, ils participent à trois des concerts du "Stylish Wave Circuit '13 Winter Shogun".
Jupiter a fait ses premières représentations à l'étranger en février 2014, avec trois dates européennes : à Varsovie le 5, à Cologne le 7 et à Paris le 8,. Leur deuxième single, Last Moment, est sorti le 12 mars 2014 et a atteint la 37e place du classement. The History of Genesis, le deuxième album du groupe, est sorti le 7 janvier 2015 et a atteint la 32e place puis s'ensuivit la tournée nationale Temple of Venus comprenant huit dates, qui débuta en avril. Le 19 novembre 2015, un mois avant la reprise officielle des activités de Versailles, il a été annoncé que le batteur Yuki ainsi que le bassiste Masashi allaient quitter Jupiter. Ils ont donné leur dernier concert avec le groupe le 29 avril 2016 au Shinjuku ReNY. Le single The Spirit within Me, est sorti le 29 décembre 2016, avec les trois membres restants.
En mars 2017, Jupiter a annoncé la sortie de leur 1er mini-album, Tears of the Sun, prévue pour le 10 mai. Leur batteur de soutien Daisuke (ancien membre de Roach) et leur nouveau bassiste Rucy (ancien membre de Killaneth) ont été nommés membres à part entière en avril. Ils firent leur première apparition publique le premier jour de la tournée Under the Burning Sun le 12 mai. Cependant, en septembre, Jupiter a annoncé que Zin quitterait le groupe après leur dernière date de leur tournée Ascension to Heaven. qui a eu lieu au Meguro Rockmaykan le 3 février 2018.
En juillet 2018, Jupiter a annoncé l'arrivée de son nouveau chanteur Kuze (ancien chanteur du groupe Concerto Moon) et dans la foulée la sortie du single Theory of Evolution pour le 8 août, ainsi qu'une tournée éponyme qui a eu lieu en septembre et en novembre. En novembre 2018, le groupe a révélé que son troisième album studio Zeus ~ Legends Never Die ~ sortirait le 13 mars 2019, accompagné d'une tournée européenne de dix dates dans six pays en mai. Cependant, en janvier 2019, le bassiste Rucy a annoncé qu'il quitterait Jupiter après leur représentation du 19 janvier en raison de différends survenus lors de l'enregistrement de l'album. De ce fait, l'album Zeus ~ Legends Never Die ~ a été reporté au 3 avril.

## Membres
| Membres actuels Hizaki – guitare (2013–présent) Teru – guitare (2013–présent) Daisuke – batterie (2017–présent) Kuze – chant (2018–présent) | Anciens membres Yuki – batterie (2013–2016) Masashi – basse (2013–2016) Zin – chant (2013–2018) Rucy – basse (2017–2019) Ancien membre de soutien Shoyo – bassiste |

## Discographie
Albums studio
- Classical Element (28 août 2013) 31e place au classement Oricon[20]
- The History of Genesis (7 janvier 2015) 32e
- Tears of the Sun (10 mai 2017, mini album) 77e
- Zeus ~ Legends Never Die ~ (3 avril 2019) 80e

Singles
- "Blessing of the Future" (24 juillet 2013) 38e[20]
- "Last Moment" (12 mars 2014) 37e
- "Topaz" (26 août 2015) 59e
- "The Spirit within Me" (29 décembre 2016)
- "Theory of Evolution" (8 août 2018) 125e
- "Warrior of Liberation" (8 avril 2020) 82e[20]

Singles limités
- "Arcadia" (13 septembre 2014)
- "Kōri no Naka no Shōjo" (氷の中の少女?, 26 octobre 2014)

DVD
- Prevenient Grace (27 décembre 2015)
- Ange Gardien (14 mars 2016)
- Bénédiction de l'avenir (27 juillet 2016) 90e[20]
- Wind of Evolution (10 octobre 2018)
- 「Zeus Tour」 DVD en direct (1er août 2019)